# Alex Gansa
Alex Gansa (...) è uno sceneggiatore e produttore televisivo statunitense noto come co-creatore, produttore esecutivo e showrunner della serie televisiva Homeland - Caccia alla spia.

## Biografia
Ha prodotto e scritto diverse sceneggiature per la serie televisiva La bella e la bestia. Successivamente ha lavorato come sceneggiatore e produttore supervisivo per le prime due stagioni X-Files e per la terza stagione di Dawson's Creek nella sua terza stagione. Dopo di che ha lavorato per la serie televisiva di breve vita Wolf Lake, incentrata su un gruppo di lupi mannari. Gansa è stato coinvolto in veste di produttore nelle serie Numb3rs e Entourage.
Tra il 2009 e il 2010 si è unito al team di sceneggiatori della settima stagione della serie televisiva 24, oltre ad essere tra i produttori del film TV 24: Redemption. Dal 2011, assieme a Howard Gordon, Gansa è anche uno dei co-creatori e showrunner di Homeland - Caccia alla spia del network Showtime.
Nel 2012 ha vinto un Emmy Award per la miglior sceneggiatura per una serie drammatica per episodio pilota Eroe di guerra, vincendo anche un Emmy per la miglior serie drammatica.